# Shirley Jones
Shirley Mae Jones (født 31. marts 1934 i Smithton i Pennsylvania) er en amerikansk skuespiller.
Shirley Jones vandt i 1960 en Oscar for bedste kvindelige birolle for rollen som den prostituerede Lulu Baines i filmen Elmer Gantry.